# Kurt Warner
Kurtis Eugene "Kurt" Warner (født 22. juni 1971 i Burlington, Iowa, USA) er en tidligere amerikansk footballspiller, der spillede i NFL som quarterback. Han spillede i ligaen i mere end ti år, og hans største triumf kom i år 2000, hvor han førte sit hold St. Louis Rams til sejr i Super Bowl med sejr over Tennessee Titans.
Warner spillede for Arizona Cardinals, St. Louis Rams, Green Bay Packers og New York Giants. Tre gange, i 1999, 2000 og 2001 blev han udvalgt til Pro Bowl, ligaens All-Star kamp.